# Gyrostemon
Gyrostemon é um género botânico pertencente à família Gyrostemonaceae.
1. ↑  «Gyrostemon — World Flora Online». www.worldfloraonline.org. Consultado em 19 de agosto de 2020